# Astrothorax balinensis
Astrothorax balinensis är en ormstjärneart som beskrevs av Ole Theodor Jensen Mortensen 1933. Astrothorax balinensis ingår i släktet Astrothorax och familjen medusahuvuden. Inga underarter finns listade i Catalogue of Life.